# Musikjahr 1629
Liste der Musikjahre

◄◄ | ◄ | 1625 | 1626 | 1627 | 1628 | Musikjahr 1629 | 1630 | 1631 | 1632 | 1633 | ► | ►►

Weitere Ereignisse
Dieser Artikel behandelt das Musikjahr 1629.

## Ereignisse
- Das Musikkollegium Winterthur wird gegründet.
- Der Architekt Christoph Gumpp der Jüngere funktioniert im Auftrag von Erzherzog Leopold eines der Innsbrucker Ballspielhäuser zu einem Comedihaus um, dem heutigen Tiroler Landestheater Innsbruck.
- Das hölzerne Opernhaus des Teatro San Cassiano in Venedig brennt erstmals nieder.
- Gregorio Allegri ist von 1629 bis zu seinem Tod Sänger im Päpstlichen Chor der Sixtinischen Kapelle.
- Juan Bautista Comes kehrt 1629 in seine Heimatstadt Valencia zurück, wo er bis 1632 die Leitung des Real Colegio del Corpus Christi innehat.
- Scipione Dentice veröffentlicht 1629 mit Madrigali spirituali eine Sammlung fünfstimmiger geistlicher Madrigale, die er Kardinal Francesco Buoncompagno, dem Erzbischof von Neapel, widmet.
- Merten Friese stellt die Orgel in St. Johannes in Danzig fertig.

## Instrumental- und Vokalmusik (Auswahl)
- Antonio Cifra

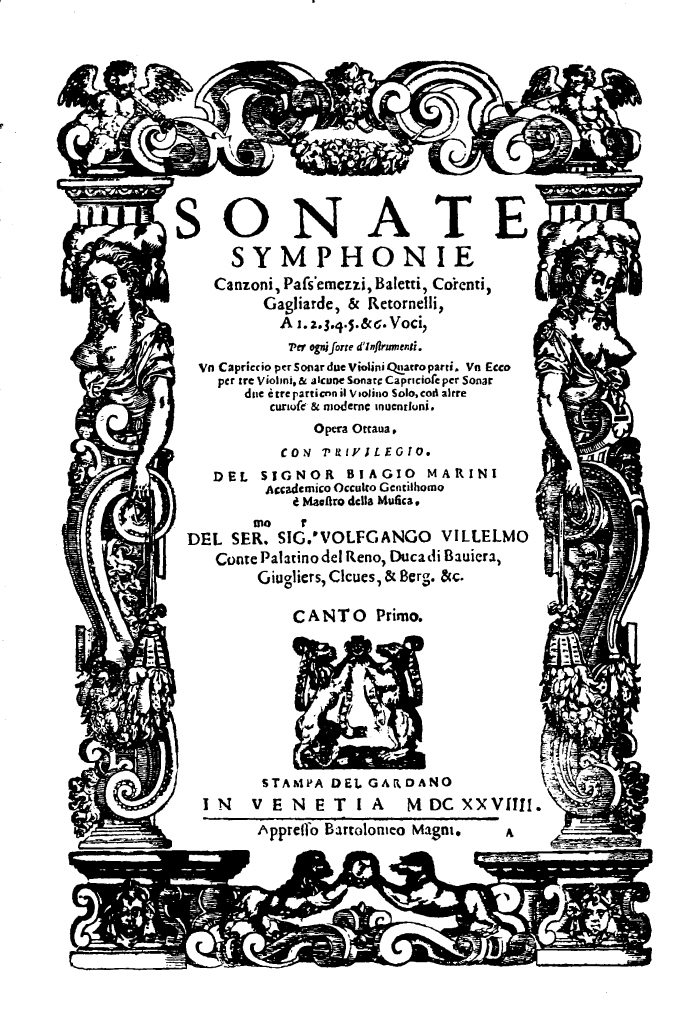
Biagio Marini – Sonata per sonar con due corde, op. 8 – Titelseite der Erstausgabe, Venedig 1629

  - Motetten und Psalmen zu zwölf Stimmen, Venedig: Alessandro Vincenti
  - Motetten und Psalmen zu acht Stimmen, Venedig: Bartolomeo Magni
  - Motetten zu zwei, drei, vier, sechs und acht Stimmen, Venedig: Bartolomeo Magni
- Scipione Dentice – Madrigali spirituali zu fünf Stimmen, Neapel: Lazaro Scoriggio
- Ignazio Donati – Madre de quatordeci figli, nihil difficile volenti, zweites Buch der Motetten zu fünf Stimmen, Venedig: Alessandro Vincenti
- Melchior Franck
  - Prophetia Evangelica zu vier Stimmen, Coburg: Johann Forckel (Vertonung des 53. Kapitels des Buches Jesaja)
  - Votiva Columbae Sioneae suspiria, Coburg: Johann Forckel (Sammlung von Motetten)
  - Christliche Musicalische Glückwündschung zu sechs Stimmen, Coburg: Johann Forckel (Hochzeitsmotette, Vertonung des Hohesliedes)
  - Christliche Musicalische Glückwünschung auß dem 37. Capitel Syrachs zu sechs Stimmen, Coburg: Kaspar Bertsch (Hochzeitsmotette)
  - Aller Christgläubigen bester Trost Bey innstehenden letzten betrübten und gefährlichen Zeiten auß dem 3. Capitel der Klaglieder Jeremiae zu fünf Stimmen, Coburg: Kaspar Bertsch (Geburtstagsmotette)
  - Evangelium Paradisiacum zu fünf Stimmen, Coburg: Johann Forckel
- Carl Luython – zwei Werke, in: Moduli Symphoniaci, Innsbruck
- Biagio Marini – Sonata per sonar con due corde, op. 8
- Carlo Milanuzzi – erstes Buch der Missae a tre concertate zu sieben und elf Stimmen mit vier Instrumenten und Basso continuo, op. 16, Venedig: Alessandro Vincenti
- Asprilio Pacelli – Missae...Venedig: Alessandro Vicentini (posthum veröffentlicht)
- Andreas Pevernage – vier Motetten, in: Laudes vespertinae zu vier bis sechs Stimmen, Antwerpen
- Jakob Regnart – eine Motette, in: Moduli symphoniaci, Innsbruck
- Heinrich Schütz – Symphoniae sacrae, Teil 1, Venedig
- Cornelis Verdonck – Hymnus Amor Jesu dulcissime in der Sammlung Laudes vespertinae Beatae Mariae virginis zu vier bis sechs Stimmen, Antwerpen

## Musiktheater
- Giovanni Rovetta – Le lagrime di Erminia

## Geboren

### Geburtsdatum gesichert
- 02. Januar: Christian Scriver, deutscher Theologe des 17. Jh. und Kirchenlieddichter († 1693)
- 06. Januar: Vincenzo Amato, italienischer Komponist († 1670)
- 13. Januar: Lelio Colista, italienischer Komponist und Lautenist († 1680)
- 07. März: Domenico Melani, italienischer Kastratensänger und kursächsischer Hofbeamter († 1693)
- 08. März: János Kájoni, rumänischer Komponist († 1687)
- 11. März: Christian Nifanius, deutscher lutherischer Theologe, Geistlicher und Kirchenlieddichter († 1689)
- 01. April: Jean-Henri d’Anglebert, französischer Komponist, Cembalist und Organist († 1691)
- 03. September (getauft): Lady Mary Dering, englische Komponistin († 1704)
- 13. November (getauft): Charles Dumanoir, französischer Tanzmeister († 1688)
- 16. Dezember: Ahasverus Fritsch, deutscher Jurist und Kirchenlieddichter († 1701)

### Genaues Geburtsdatum unbekannt
- Johann Michael Nicolai, deutscher Violinist und Komponist († 1685)

## Gestorben

### Todesdatum gesichert

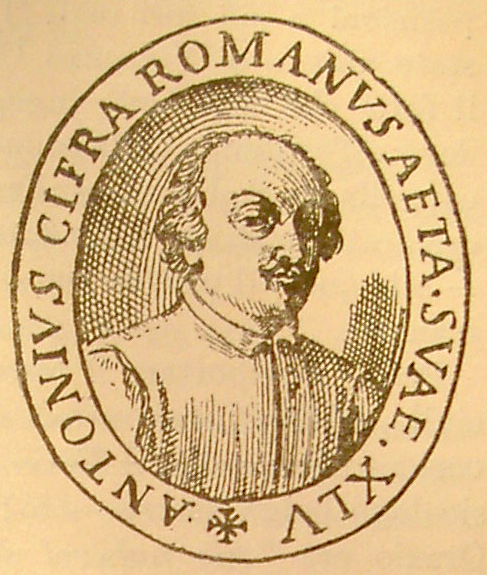
Antonio Cifra; † 2. Oktober

- 27. Januar: Hieronymus Praetorius, deutscher Organist und Komponist (* 1560)
- 00. Februar: Girolamo Giacobbi, italienischer Kantor, Kapellmeister und Komponist (* 1567)
- 19. April: Sigismondo d’India, italienischer Komponist (* 1582)
- 05. Mai: Joachim Burmeister, deutscher Komponist (* 1564)
- 05. Juli: Hannibal Orgas, italienischer Kapellmeister und Komponist (* zwischen 1581 und 1585)
- 27. August: Adam z Wągrowca, polnischer Organist, Komponist und Zisterziensermönch (* unbekannt)
- 02. Oktober: Antonio Cifra, italienischer Komponist (* 1584)

Paolo Agostino; † 3. Oktober

- 03. Oktober: Paolo Agostini, italienischer Organist, Kapellmeister und Komponist (* um 1583)
- 25. November: Hieronymus (III) Praetorius, deutscher Komponist und Organist (* 1614)

### Genaues Todesdatum unbekannt
- Gaspar Fernandes, portugiesischer Komponist, Organist und Kapellmeister (* 1563 oder 1571)
- Peter Füssli, Schweizer Glockengiesser (* 1577)

### Gestorben um 1629
- Stephan Cuntz, deutscher Orgelbauer (* um 1565)
- Sigismondo d’India, italienischer Komponist (* 1582)